# Pentadiplandraceae
Las pentadiplandráceas (Pentadiplandraceae) son una  familia de angiospermas perteneciente al orden de las brasicales. Incluyen un solo género con una única especie, Pentadiplandra brazzeana, originaria de las regiones tropicales de África occidental. Se trata de arbustos o lianas con flores polígamas y semillas pubescentes.